# Charles Poletti
Charles Poletti (ur. 2 lipca 1903, zm. 8 sierpnia 2002) – amerykański polityk, działacz Partii Demokratycznej, który pełnił, na przełomie 1942 i 1943 roku, funkcję gubernatora stanu Nowy Jork, jako pierwszy w historii USA szef stanowej władzy wykonawczej pochodzenia włoskiego. Potem, pod sam koniec II wojny światowej, służył w US Army, gdzie dosłużył się stopnia pułkownika (był oficerem ds. cywilnych we Włoszech).
Obowiązki gubernatora pełnił przez 29 dni pop rezygnacji dotychczas zajmującego to stanowisko Herberta H. Lehmana. Jego następcą został, po upływie reszty kadencji, Thomas Dewey. Przed objęciem steru rządów w stanie pełnił funkcję wicegubernatora (ang. Lieutenant Governor) (1939–1942). Jego z kolei wicegubernatorem był Thomas W. Wallace. W późniejszym okresie bez powodzenia ubiegał się ponownie o urząd wicegubernatora. Ale za to zasiadał w stanowym Sądzie Najwyższym.
Zmarł w wieku 99 lat i był wtedy najwcześniej służącym byłym amerykańskim gubernatorem. Po jego śmierci, zgodnie z protokołem Nowego Jorku, opuszczono na 31 dni flagi do połowy masztów, jak to czyni się po zgonie gubernatorów.
The Charles Poletti Power Project (przemianowany w roku 1982 na jego cześć) mieści się w Astorii (Queens).